# Clan Hay
Hay ist der Name eines schottischen Clans, der eine wichtige Rolle in der schottischen Geschichte und Politik gespielt hat. Mitglieder des Clans können in den meisten Teilen Schottlands und in vielen anderen Teilen der Welt gefunden werden. Das Herz der Hay-Familie liegt im Nordosten Schottlands, in Aberdeenshire, Banffshire, Morayshire und Nairnshire, während auch andere Distrikte wie Perthshire, die Scottish Borders und die Shetlandinseln eine hohe Zahl Mitglieder aufweisen.

## Geschichte
Der Name des Clans geht auf mehrere Dörfer auf der Cotentin-Halbinsel in der Normandie zurück, die La Haye genannt wurden. Das Wort haye stammt von haia (übersetzt: Hecke) und wird heute in Frankreich haie geschrieben. Es kann theoretisch auch „Palisade“ gemeint sein, aber aufgrund der für die Normandie charakteristische Heckenlandschaft (Bocage), wird diese Übersetzung hier eher vernachlässigt. Die ursprünglich französische Bezeichnung de la Haye erscheint in lateinischen Texten als de Haya und entwickelte sich so allmählich im Englischen zu Hay und wurde als Garadh bzw. MacGaradh ins Gälische übertragen. Laut George Fraser Black war MacGaradh (die gälische Form von Hay) nur eine Erfindung von John Hay Allan, auch bekannt als John Sobieski Stuart, Autor des fragwürdigen Vestiarium Scoticum
Der schottische Clan lässt sich zurückverfolgen auf William de Haya (Guillaume de La Haye; † um 1201), der an Hof von Malcolm IV. und Wilhelm I. Karriere machte und 1178 von Letzterem mit der feudalen Baronie Erroll in Perthshire belehnt wurde.

## Chief
Heutiger Chief des Clan Hay ist seit 1978 Merlin Hay, 24. Earl of Erroll.

## Adelstitel
Mitglieder des Clan Hay führten bzw. führen folgende britische Adelstitel:
Peerage of Scotland
- Marquess of Tweeddale (1694)
- Earl of Erroll (1452)
- Earl of Kinnoull (1633)
- Earl of Tweeddale (1646)
- Earl of Gifford (1694)
- Viscount of Dupplin (1627)
- Viscount of Walden (1694)
- Lord Hay (1430)
- Lord Hay of Yester (1488)
- Lord Hay of Kinfauns (1627)

Peerage of England
- Earl of Carlisle (1622)
- Viscount Doncaster (1618)
- Baron Denny (1604)
- Baron Hay (of Sawley) (1615)

Peerage of Great Britain
- Baron Hay (of Pedwardine) (1711)

Peerage of the United Kingdom
- Baron Kilmarnock (1831)
- Baron Tweeddale (1881)
- Baron Hay of Ballyore (Life Peerage, 2014)

Baronetage of Nova Scotia
- Hay Baronet, of Smithfield (1635)
- Hay Baronet, of Park (1663)
- Hay Baronet, of Linplum (1667)
- Moncreiffe/Hay Baronet, of Moncreiffe (1685)
- Hay Baronet, of Alderston (1703)

Baronetage of Great Britain
- Dalrymple-Hay Baronet, of Park Place (1798)

## Schlösser
- Delgatie Castle, Aberdeenshire, wurde dem Clan Hay nach der Schlacht von Bannockburn im Jahre 1314 geschenkt.
- New Slains Castle, Aberdeenshire, befand sich im Besitz des Clans von 1597 bis 1916.[10]
  -  (Old Slains Castle, Aberdeenshire, Ruine)
- Dupplin Castle, bei Perth, Perth and Kinross
- Duns Castle, Berwickshire
- Inshoch Castle, Nairnshire
- Megginch Castle, bei Perth, Perth and Kinross
- Neidpath Castle, Peebles, Ruine
- Park Castle, Dumfries and Galloway
- Yester Castle, East Lothian

## Wappen der Linien von Hay
| Earl of Erroll        |  | Hay of Leys        |  | Hay of Seafield  |  | Hay of Fudie                   |  | Hay of Cardenie |  |
| Hay of Urie           |  | Hay of Alderston   |  | Hay of Dalgety   |  | Hay of Megginch                |  | Hay of Leith    |  |
| Hay of Park           |  | Hay of Naughton    |  | Hay of Strowie   |  | Hay of Pitfour                 |  | Hay of Newhall  |  |
| Hay of Laxfirth       |  | Hay of Letham      |  |                  |  |                                |  |                 |  |
| Hay of Boyne          |  | Hay of Locherworth |  | Hay of Broxmouth |  |                                |  |                 |  |
| Marquess of Tweeddale |  | Lord Hay of Yester |  | Hay of Linplum   |  | Hay of Smithfield and Haystoun |  |                 |  |
| Hay of Kinnoull       |  | Kent Hay Atkins    |  |                  |  |                                |  |                 |  |
| Hay of Leys           |  | Hay of Pitfour     |  | Hay of Seggieden |  |                                |  |                 |  |
| Hay                   |  | Hay of Errol       |  | Hay of Tweeddale |  |                                |  |                 |  |

## Trivia
Die schwäbische Uradelsfamilie Urslingen führte einen gleichen Wappenschild, ebenso die von Rappoltstein.